# Maison romane (Hyères)
Pour les articles homonymes, voir Maison romane.
La Maison romane est une villa privée, située à Hyères, dans le département du Var.

## Protection
Ses façades sont inscrites aux Monuments historiques depuis 1926.